# Aloe brachystachys
Aloe brachystachys ist eine Pflanzenart der Gattung der Aloen in der Unterfamilie der Affodillgewächse (Asphodeloideae). Das Artepitheton brachystachys leitet sich von den griechischen Worten brachys für ‚kurz‘ sowie stachys für ‚Ähre‘ ab und verweist auf den Blütenstand der Art.

## Beschreibung

### Vegetative Merkmale
Aloe brachystachys wächst einzeln oder sprossend und kleine Gruppen bildend. Sie ist stammlos oder besitzt im Alter einen kurzen, niederliegenden Stamm. Die 20 bis 30 lanzettlich spitz zulaufenden Laubblätter bilden eine Rosette. Die gelblich grüne, in der Sonne rotbraune Blattspreite ist 30 bis 60 Zentimeter lang und 4 bis 8 Zentimeter breit. Die Blattoberfläche ist längsgestreift. Die braun gespitzten, gebogenen Zähne am Blattrand sind 1 bis 3 Millimeter lang und stehen 10 Millimeter voneinander entfernt.

### Blütenstände und Blüten
Der einfache Blütenstand – manchmal ist ein kurzer Zweig vorhanden – erreicht eine Länge von 40 bis 100 Zentimeter. Die dichten, zylindrischen Trauben sind 15 bis 20 Zentimeter lang. Die roten, eiförmigen, fleischigen Brakteen weisen eine Länge von 12 bis 14 Millimeter auf und sind 5 bis 10 Millimeter breit. Im Alter sind sie trockenhäutig, im Knospenstadium ziegelig. Die keulenförmigen, hell orangeroten, an der Mündung hellgelben Blüten stehen an 16 bis 22 Millimeter langen Blütenstielen. Sie sind 25 bis 32 Millimeter lang und an ihrer Basis verschmälert. Auf Höhe des Fruchtknotens weisen die Blüten einen Durchmesser von 4 bis 5 Millimeter auf. Darüber sind sie nicht verengt und zur Mündung hin auf 7 bis 8 Millimeter erweitert. Ihre äußeren Perigonblätter sind auf einer Länge von 8 bis 10 Millimeter nicht miteinander verwachsen. Die Staubblätter und der Griffel ragen 2 bis 4 Millimeter aus der Blüte heraus.

## Systematik, Verbreitung und Gefährdung
Aloe brachystachys ist in Tansania auf Felsvorkommen in Bergbuschland und am Rand des Nebelwaldes in Höhenlagen von etwa 2000 Metern verbreitet.
Die Erstbeschreibung durch John Gilbert Baker wurde 1895 veröffentlicht. Synonyme sind Aloe lastii Baker (1901) und Aloe schliebenii Lavranos (1970).
Aloe brachystachys wird in der Roten Liste gefährdeter Arten der IUCN als „Vulnerable (VU)“, d. h. gefährdet eingestuft.

## Nachweise